# Droit à la déconnexion
Le droit à la déconnexion est un principe selon lequel un salarié est en droit de ne pas être connecté aux outils numériques professionnels (téléphone portable, courriels, etc.) hors des horaires de travail (temps de transport travail-domicile, congés, temps de repos, week-end, soirée, etc.).

## Contexte
Le début des années 1990 sont marquées par la mondialisation ; une course à la productivité à l’efficacité, à la performance ; ainsi que par l'accélération des flux de biens, d'énergie, de personnes et d'information. Cette situation a conduit à une tendance générale au flux tendu et dans certains secteurs à la sous-traitance. 
Dès 1997 la Communauté européenne s'inquiète des risques posés par l'hyperconnectivité : dans une « recommandation 6c » sur la société de l’information[réf. incomplète] invite à être attentif et à étudier « les conséquences d’une connexion permanente, le besoin de se déconnecter parfois et le droit de restreindre l’accès à certains moments » tout comme « la restriction et la négociation des intrusions ».
Au début du XXIe siècle, le réseau internet est devenu interactif (Web 2.0), tout en se démocratisant, en pénétrant les entreprises, les collectivités et les ONG, puis en s'appuyant sur l'apparition puis la généralisation du smartphone, et souvent en bouleversant l'organisation du travail.
Dans ce contexte une multiactivité, associée à une forme d'« immédiateté communicationnelle » voire d'urgence est apparue, stressante, alimentée par les courriels,, forums et d'autres émergences issus de l'Internet.
Le smartphone a aggravé le phénomène ; hormis dans les avions et les salles de spectacles, un nombre croissant de personnes sont en permanence connectée au réseau Internet. Divers auteurs invitent à prendre en compte cette « nouvelle donne anthropologique (...) l'aspiration du temps par l’immédiat (...). La distance physique, les murs et les horaires de travail ne protègent plus : chaque jour davantage, l’urgence professionnelle fait irruption dans l’espace privé en le « colonisant » sous la forme d’astreintes, de gardes ou de parenthèses téléphoniques. Enfin, la contagion de l’urgence à l’espace privé relève aussi d’un phénomène sans doute moins visible, mais pas moins profond : la déteinte du mode de fonctionnement professionnel sur le mode d’existence privée. ». plus récemment Twitter et l'avènement du Cloud computing semblent avoir encore accéléré cette immédiateté.
En 2016, un rapport sur le temps de travail en Allemagne a montré que si 38 % des salariés ont une grande marge de manœuvre pour organiser leur temps de travail (et qu’ils sont alors en meilleur santé et plus satisfait de leur travail) néanmoins 43 % des salariés doivent au moins une fois par mois s’imposent de travailler le week-end ou doivent le faire, et que 22 % doivent rester joignables durant leur temps dit « libre » (les grandes entreprises étant moins exigeantes à ce sujet que les PME/TPE).
La même année (2016) une autre étude estimait à 37 % le nombre d'actifs en France utilisant quotidiennement des outils numériques professionnels en dehors de leur temps de travail, et à 62 % le nombre de ceux estimant nécessaire d'instaurer des règles pour limiter ce phénomène. L'instauration de telles mesures de régulation était également préconisée par le rapport sur l'impact de la transformation numérique au travail (dit « Rapport Mettling »), qui a mis en évidence 6 effets majeurs de l'introduction du numérique dans le monde du travail : diffusion massive de nouveaux outils ; impact sur les métiers et les compétences ; changement de l'organisation du travail ; modification du management ; nouvelles formes de travail hors salariat ; changement de l'environnement de travail des cadres. Face à ces bouleversements susceptibles d'avoir des effets, le rapport présente 36 préconisations dont l'objectif est d'accompagner la transition numérique.
Selon Francis Jauréguiberry dans certains métiers, la déconnexion volontaire devient un enjeu de gestion du temps et de la vie privée ; enjeu devant lequel les travailleurs ne sont pas égaux : certains peuvent utiliser des filtres pour restaurer une lecture différée des messages qu'ils reçoivent, mais dans certaines situations (professionnelles mais aussi existentielles) d'autres ne peuvent pas filtrer leurs appels et message, devant au contraire répondre au plus vite. Selon Francis Jauréguiberry (2014), « En moins de vingt-cinq ans, nous sommes passés d’un plaisir récent de connexion à un désir latent de déconnexion » ; ce spécialiste du sujet voit là une nouvelle fracture numérique, entre ceux qui ont la chance et le pouvoir de « se débrancher » et ceux qui ont « le devoir de rester branchés » et donc de continuellement « subir la tension d'une urgence potentielle ». En un quart de siècle environ, on passe d'une période où le luxe était de disposer d'une connexion, à un temps où le droit à l'autonomie et à la possibilité d'échapper à une sur-sollicitation, à une surcharge informationnelle, à une « télé-disponibilité permanente », à un sentiment de « harcèlement ou de surveillance dans lesquelles l’individu se sent dépassé ou soumis » devient un luxe (voir un enjeu pour la santé physique et mentale du travailleur et pour la protection de sa vie privée).

## Union européenne
En Europe, une jurisprudence de la Cour de justice (CJUE) de 2019  oblige les Etats à mettre en place un système objectif, fiable et accessible permettant de mesurer la durée quotidienne du temps de travail pour garantir le respect des périodes minimales de repos et empêcher tout dépassement de la durée maximale hebdomadaire de travail.

## Application selon les pays

### Allemagne
L'Allemagne expérimente le sujet depuis années. Ainsi l'entreprise Volkswagen a choisi une méthode radicale. En 2011, à la suite d'une action du syndicat IG Metall, le groupe automobile a imposé à 1 000 salariés (non managers) un blocage des serveurs de communication (pour les salariés ayant un smartphone professionnel) de 18h15 à 7h du matin, mesure ensuite étendue à plus de 3 000 salariés. Des contournements ont cependant été notés, certains salariés passant par des canaux de communications personnels, alors moins sécurisés. D’autres sociétés allemandes (ex : Daimler-Benz ou BMW) ont aussi adopté des systèmes technologiquement contraignants, allant jusqu'à la destruction automatique de mails en cas d’absence. 

### Belgique
En Belgique, la loi du 3 octobre 2022 ne donne pas de définition du droit à la déconnexion, ce qui nuit à sa portée et provoque des ambiguïtés ; « e droit du temps de travail s’est révélé insuffisant pour régler à lui seul la problématique de l’hyperconnexion chez les travailleurs »

### Australie
L'Australie impose depuis le 19 aout 2024 le droit à la déconnexion pour toutes les entreprises de plus de 15 salariés.

## Controverses
Un sondage Ifop (juillet 2017) indique que 78 % des cadres continuent de lire leurs courriels et SMS professionnels hors de leurs temps de travail. Le droit à la déconnexion semble difficilement applicable dans le monde contemporain, pour plusieurs raisons.
- De nombreuses « plateformes » de communication rapide et facile (telles que les portables, courriels, réseaux sociaux, etc.) sont devenues indispensables dans la vie de tous les jours, au travail et hors de ce dernier. Il est devenu plus difficile de différencier la vie privée et la vie professionnelle, en partie car les outils de communication sont les mêmes dans les deux cas. Il est difficile de ne pas répondre à un appel professionnel venant de sa hiérarchie durant des congés, si l'on pense qu'il est important pour l'entreprise ou la collectivité, et une certaine culture du présentéisme existe ; faire preuve de réactivité immédiate est supposé être valorisant dans son métier ou une organisation.
- quelques métiers ne permettent pas le droit à la déconnexion la nuit, car nécessitant d’être joignable de manière quasi-permanente (astreinte pour certains médecins, policiers, militaires, marins, etc.), mais ces astreintes doivent être suivies de temps de repos. D'autres doivent gérer le décalage horaire (par exemple, un cadre travaillant à l’international avec des clients ou collaborateurs aux quatre coins du monde). De plus, la vie courante tend à être de plus en plus rythmée par le numérique, qui peut être une servitude volontaire ou subie, le travail étant souvent vécu comme une priorité à laquelle l'individu doit s’adapter.
- Pour Jean-Noël Chaintreuil (spécialiste des ressources humaines), la loi française se trompe de cible et pourrait générer encore plus de stress au travail. Il pense qu'il ne faut pas empêcher juridiquement l’envoi de courriels ou de SMS après une certaine heure : cela montre une déresponsabilisation de l’employé vis-à-vis de son travail. L’hyper-connexion n’est selon lui pas un problème : ce sont les mauvais managers, forçant leurs employés à travailler hors de leurs heures officielles de travail, qu'il pointe du doigt[17]. En réponse à de véritables urgences, l'hyper-connexion est parfois utile ou essentielle (à faibles doses et suivie de temps de repos).
- Selon Benjamin Chaminade (expert en ressources humaines), le droit à la déconnexion se fonde sur l'incompréhension qu'il existe une différence entre recherche d'équilibre vie privée / vie professionnelle et séparation forcée vie privée / vie professionnelle qui infantilise les salariés. Selon lui, il ne s’agit plus de seulement séparer sa vie privée de sa vie professionnelle comme le propose la loi mais de trouver équilibrer co-construit avec son entreprise dans le cadre du "Blurring"[18]. Il donne plusieurs pistes pour répondre au droit à la déconnexion en le basant sur la responsabilisation et non l'infantilisation[19].
- Certains[Qui ?] estiment que dans un contexte de concurrence et de dérégulation, des entreprises pourraient se sentir prisonnières d'horaires imposés ; d'autres[Qui ?] notent que des enquêtes ont clairement montré que les chefs d'entreprises ont depuis longtemps conscience des risques posés par l'hyperconnectivité, comme la perte de rendement et d'efficacité ou les risques de burn-out ; d'autres encore[Qui ?] voient dans le droit à la déconnexion un encouragement à optimiser les organisations en tenant mieux compte des besoins et des capacités des humains qui les composent, afin de sortir du cercle vicieux de la « gestion par l'urgence ».

Le Monde a cherché à tirer un bilan[réf. nécessaire] des premiers dispositifs (mis en place par de grandes entreprises, ayant anticipé la loi Travail) : dans une société mondialisée, restreindre l’envoi de mails aux heures légales peut constituer un frein lorsque l’on converse avec d’autres pays. Pour autant, ce droit semble nécessaire pour maintenir l'efficacité au travail sur le long terme, conclut ce travail.
Le Figaro note que seuls 1 070 accords sur le droit à la déconnexion ont été signés par les entreprises de plus de 11 salariés en 2020.

## Lien avec le«digital labor»
Comme le temps de repos des salariés ne pourra plus être occupé par des sollicitations professionnelles (répondre à des e-mails, par exemple), une possibilité est qu'une part non négligeable de ces salariés passe encore plus de temps sur des réseaux sociaux comme Facebook, YouTube ou Twitter.
Or le contenu ajouté sur les réseaux sociaux, que ce soit du contenu multimédia, ou simplement des « likes » sont autant de données captées par les plateformes qui font la valeur de celles-ci, ou qui peuvent être utilisées pour entraîner et améliorer leurs algorithmes. Ainsi le temps professionnel rémunéré pourrait être remplacé par un travail numérique (éventuellement faiblement rémunéré dans le cas de services de micro-travail, comme le Turc mécanique d'Amazon), ou plus souvent non rémunéré dans le cas des médias sociaux.